# Grantrådskinn
Grantrådskinn (Xenasmatella subflavidogrisea) är en svampart som först beskrevs av Viktor Litschauer, och fick sitt nu gällande namn av Franz Oberwinkler 1966. Xenasmatella subflavidogrisea ingår i släktet Xenasmatella och familjen Xenasmataceae.   Inga underarter finns listade i Catalogue of Life.